# UB 33
UB 33 war ein deutsches U-Boot vom Typ UB II der Kaiserlichen Marine, die es während des Ersten Weltkrieges einsetzte.

## Einsätze
UB 33 wurde am 22. Juli 1915 bei Blohm & Voss in Hamburg in Auftrag gegeben. Das Boot lief am 4. Dezember 1915  vom Stapel und wurde am 22. April 1916 unter dem Kommando von Oberleutnant zur See Herbert Lefholz in Dienst gestellt.
UB 33 war vom 22. Juni 1916 bis 24. Oktober 1917 bei der U-Flottille Kurland und vom 24. Oktober 1917 bis 11. April 1918 bei der U-Flottille Flandern im Einsatz.
Im Verlaufe von 17 Feindfahrten konnte das Boot insgesamt 13 Schiffe (5.357 BRT) versenken, zwei Schiffe (6.513 BRT) beschädigen und drei Schiffe (1.527 BRT) als Prisen aufbringen.

## Verbleib
Am 11. April 1918 war UB 33 auf dem Rückmarsch nach Seebrügge, als es beim Wegtauchen vor britischen Patrouillenfahrzeugen auf eine Mine der Dover-Sperre stieß. Südwestlich der Varne-Sandbank wurden von dem britischen Fischtrawler Ocean Roamer gegen 18 Uhr eine Detonation beobachtet und anschließend Wrackteile und ein Ölteppich gesichtet. Es gab keine Überlebenden.
Am 21. Mai 1918 fanden Taucher der Royal Navy das Wrack von UB 33 auf der Position 50° 56′ N, 1° 17′ O. Im Turmluk befand sich noch die Leiche des Kommandanten, Oberleutnant Fritz Gregor, der offenbar versucht hatte, das Boot im letzten Moment zu verlassen. Er wurde angeblich anhand eines Fotos, das dem britischen Geheimdienst vorlag, identifiziert. Gregor wurde vermutlich später an Land beigesetzt; es ist aber nicht auszuschließen, dass er vor Ort auf See bestattet wurde. Im U-Boot fanden die Taucher eine wasserdichte Stahlkassette mit geheimen Unterlagen der deutschen U-Boote.
Aufgrund seiner Lage in geringer Tiefe in einer verkehrsreichen Zone des Ärmelkanals und der sechs noch an Bord befindlichen Torpedos – davon zwei in den vorderen Torpedorohren – stellt das Wrack von UB 33 eine erhebliche Gefährdung für die Schifffahrt dar.